# 赛博利亚
《赛博利亚》（英語：Cyberia）于1994年出版，由道格拉斯·洛希科夫写作，讲述了许多关于技术、毒品和亚文化的不同观点。
洛希科夫采用了汤姆·沃尔夫的《刺激酷爱迷幻考验（Electric Kool-Aid Acid Test）》风格（或《影射小说》），积极成为了他所描述的人和文化的一部分。洛希科夫在此书中主要介绍了关于网络文化、基于盖娅假说提出的全球大脑理论及新萨满主义的主题。
在1994版的序言中，洛希科夫提到，他的书是“我们当今历史中的特殊时刻——这一时刻非常有可能发生。当整个亚文化——像一个儿童第一次尝试虚拟现实的狂喜一样——看到了将最新的计算机技术与最亲密的梦想同最古老的崇高真理相结合的野性潜能。这是个先于美国在线、两千万互联网订阅者、《连线》杂志、比尔·克林顿和信息高速公路的时刻。但这是一个预见更多的时刻。”。
洛希科夫的第一本书在1992年写毕，但直到1994年才出版，这是因为当时出版商担心互联网和电子邮件的关注度仍不高。在《赛博利亚》中，洛希科夫强调“网络反主流文化”重定义了现实，人们开始理解技术文明的建立的系统上、文化上及精神上的影响。 以新技术武装的、熟悉网络空间的、勇于探索未映射的意识领域的他在《赛博利亚》中的努力表现了任何时代中反主流文化所固有的普罗米修斯精神。
被提及的人有：克雷格·内多尔夫, 拉尔夫·亚伯拉罕, 约翰·佩里·巴洛, 丹尼爾·卡特基, 大卫·甘斯, 亚龙·拉尼尔, 布鲁斯·埃斯纳尔, 弗拉泽·克拉克, 米奇·卡普爾, 费玻尔·奥珀提克, 霍华德·莱茵戈德, R·U·西里尤斯, 泰瑞司·麥肯南, 约翰·德雷伯, 妮萨“地球女孩”格里菲斯以及蒂莫西·利里。

## 扩展链接
- The full text of Cyberia is freely available on Rushkoff's website （页面存档备份，存于）.
- A downloadable pdf-versionavailable from （页面存档备份，存于）.